# Corba de Thorigne
Corba de Thorigne, Señora de Amboise, hija de Suplice I, decapitada sin razón conocida, y nuera de Fulco IV de Anjou, Conde de Anjou. Heredó uno de los tres castillos de Amboise.
Fulco arregló el matrimonio de Corba con Aimery de Courran. El marido de Corba y su tío Hugo de Chaumont, participaron en la Primera cruzada, pero su marido fue asesinado en el asedio de Nicea. Hugo regresó herido pero vivo.
Viudo, Fulco arregló el matrimonio de Corba con un hombre muy viejo, Achard de Saintes. No contenta con el matrimonio, Corba planeó con éxito su secuestro, y Achard, enfermo, murió poco después. Fulco hizo que Corba se casara con un prominente caballero llamado Geoffrey Burel, que se convirtió en Lord de Amboise.
Geoffrey se unió al ejército de  Guillermo IX en la Cruzada de 1101, y como era típico en el ejército de Guillermo, también trajo a su esposa Corba con él. La destreza de Guillermo en la batalla fue limitada y los turcos rápidamente pusieron fin a su esfuerzo. Cien mil cristianos fueron capturados y asumidos como muertos o enviados a la esclavitud, incluyendo a Geoffrey. Corba fue secuestrada por los turcos y su destino sigue siendo desconocido.